# Lynn (Indiana)
Lynn is een plaats (town) in de Amerikaanse staat Indiana, en valt bestuurlijk gezien onder Randolph County.

## Demografie
Bij de volkstelling in 2000 werd het aantal inwoners vastgesteld op 1143.
In 2006 is het aantal inwoners door het United States Census Bureau geschat op 1089, een daling van 54 (-4,7%).

## Geografie
Volgens het United States Census Bureau beslaat de plaats een oppervlakte van
1,5 km², geheel bestaande uit land. Lynn ligt op ongeveer 360 m boven zeeniveau.

## Plaatsen in de nabije omgeving
De onderstaande figuur toont nabijgelegen plaatsen in een straal van 16 km rond Lynn.